# Grand Prix Nizozemska 1970
Grand Prix Nizozemska 1970 (oficiálně XVIII Grote Prijs van Nederland) se jela na okruhu Circuit Zandvoort v Zandvoortu v Nizozemsku dne 21. června 1970. Závod byl pátým v pořadí v sezóně 1970 šampionátu Formule 1.

## Závod
| Poř.   | No. | Jezdec               | Konstruktér        | Počet kol | Čas/Odstoupení | Pořadí na startu | Body |
| ------ | --- | -------------------- | ------------------ | --------- | -------------- | ---------------- | ---- |
| 1      | 10  | Jochen Rindt         | Lotus-Ford         | 80        | 1:50:43.41     | 1                | 9    |
| 2      | 5   | Jackie Stewart       | March-Ford         | 80        | + 30.00        | 2                | 6    |
| 3      | 25  | Jacky Ickx           | Ferrari            | 79        | + 1 kolo       | 3                | 4    |
| 4      | 26  | Clay Regazzoni       | Ferrari            | 79        | + 1 kolo       | 6                | 3    |
| 5      | 23  | Jean-Pierre Beltoise | Matra              | 79        | + 1 kolo       | 10               | 2    |
| 6      | 16  | John Surtees         | McLaren-Ford       | 79        | + 1 kolo       | 14               | 1    |
| 7      | 12  | John Miles           | Lotus-Ford         | 78        | + 2 kola       | 8                |      |
| 8      | 24  | Henri Pescarolo      | Matra              | 78        | + 2 kola       | 13               |      |
| 9      | 22  | Ronnie Peterson      | March-Ford         | 78        | + 2 kola       | 16               |      |
| 10     | 1   | Pedro Rodríguez      | BRM                | 77        | + 3 kola       | 7                |      |
| 11     | 18  | Jack Brabham         | Brabham-Ford       | 76        | + 4 kola       | 12               |      |
| NC     | 15  | Graham Hill          | Lotus-Ford         | 71        | Neklasifikován | 20               |      |
| Ret    | 6   | François Cevert      | March-Ford         | 31        | Motor          | 15               |      |
| Ret    | 3   | George Eaton         | BRM                | 26        | Únik oleje     | 18               |      |
| Ret    | 2   | Jackie Oliver        | BRM                | 23        | Motor          | 5                |      |
| Ret    | 4   | Piers Courage        | De Tomaso-Ford     | 22        | Fatální nehoda | 9                |      |
| Ret    | 9   | Jo Siffert           | March-Ford         | 22        | Motor          | 17               |      |
| Ret    | 20  | Peter Gethin         | McLaren-Ford       | 18        | Nehoda         | 11               |      |
| Ret    | 32  | Dan Gurney           | McLaren-Ford       | 2         | Motor          | 19               |      |
| Ret    | 8   | Chris Amon           | March-Ford         | 1         | Spojka         | 4                |      |
| DNQ    | 21  | Andrea de Adamich    | McLaren-Alfa Romeo |           |                |                  |      |
| DNQ    | 19  | Rolf Stommelen       | Brabham-Ford       |           |                |                  |      |
| DNQ    | 31  | Pete Lovely          | Lotus-Ford         |           |                |                  |      |
| DNQ    | 29  | Silvio Moser         | Bellasi-Ford       |           |                |                  |      |
| Zdroj: |     |                      |                    |           |                |                  |      |

## Průběžné pořadí po závodě
Pohár jezdců
|        | Pořadí | Jezdec          | Body |
| ------ | ------ | --------------- | ---- |
| 1      | 1      | Jackie Stewart  | 19   |
| 2      | 2      | Jochen Rindt    | 18   |
| 2      | 3      | Jack Brabham    | 15   |
| 1      | 4      | Pedro Rodríguez | 10   |
|        | 5      | Denny Hulme     | 9    |
| Zdroj: |        |                 |      |

Pohár konstruktérů
|        | Pořadí | Konstruktér  | Body |
| ------ | ------ | ------------ | ---- |
|        | 1      | March-Ford   | 25   |
| 2      | 2      | Lotus-Ford   | 23   |
| 1      | 3      | Brabham-Ford | 17   |
| 1      | 4      | McLaren-Ford | 16   |
|        | 5      | Matra        | 13   |
| Zdroj: |        |              |      |